# Región de Jubbada Dhexe
Middle Juba (somalí: Jubbada Dhexe; árabe: جوبا الوسطى Jūbbā al-Wusţá) es una región administrativa (gobolka) en el sur de Somalia. Su capital es Bu'aale. Limita con las regiones somalíes de Gedo, Bay, Shabeellaha Hoose y Jubbada Hoose y el océano Índico.

## Distritos
- Bu'aale
- Jilib
- Sakow

- Datos: Q1046324
- Multimedia: Middle Juba Region / Q1046324